# De Hoevens

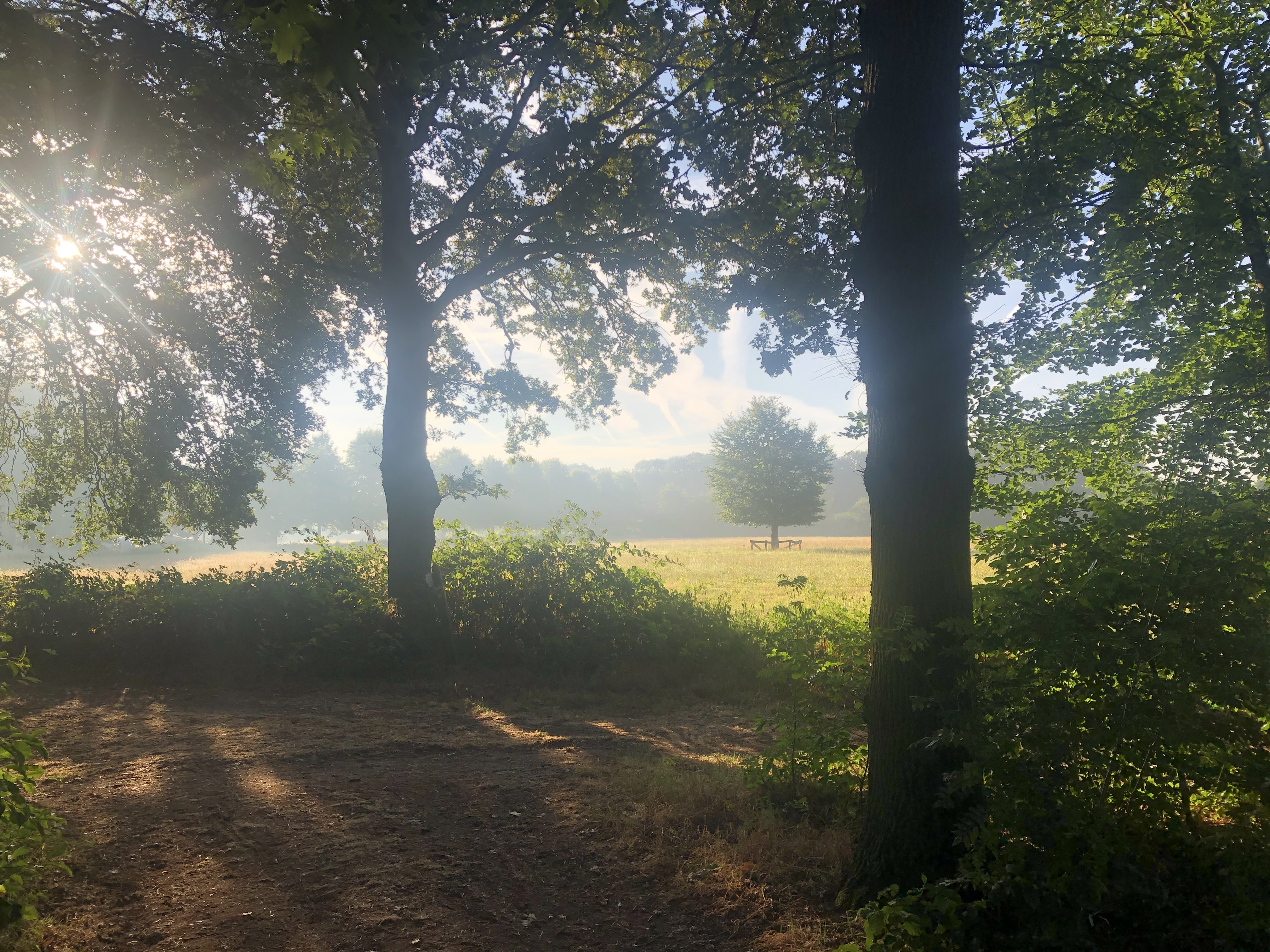
Landgoed De Hoevens

De Hoevens is een particulier landgoed van 190 ha in de gemeente Alphen-Chaam. Het is eigendom van de familie Van de Lande-Vogels, voordien van de familie Vogels-Blomjous.
Het betreft een oud cultuurland met een afwisseling van bolle akkers, houtwallen en bospercelen. Lanen van zomereik, beuk en robinia doorsnijden het gebied. Er is ook een natuurcamping aanwezig. Naar het oosten toe ligt het dal van de Lei met het Riels Laag, en aan de overzijde van de beek ligt het natuurgebied Ooijevaarsnest.

## Geschiedenis
Het landgoed wordt al vernoemd in het Liber Aureus uit 1191, en in 1175 kwam het gebied in bezit van de Abdij van Tongerlo, wat duurde tot 1798. Er werden vijf hoeven gebouwd waarvan er drie verwoest zijn in 1943 door oorlogshandelingen tijdens de Tweede Wereldoorlog. De Nieuwelandse Hoeve en de Grote Hoeve bleven gespaard. De Nieuwelandse Hoeve werd reeds in 1205 gesticht, de Grote Hoeve stamt uit het begin van de 16e eeuw.
Na de confiscatie in de Franse tijd werd het landgoed aan particulieren verkocht. In 1919 werden de Tilburgse textielfabrikanten H. en J. Blomjous de nieuwe eigenaren. Vervolgens werd in 1920 de jachtkamer gebouwd in de Grote Hoeve. De architect hiervan was Jan van der Valk.
Het landbouwbedrijf annex melkveehouderij werd vanaf 1960 steeds grootschaliger en telde uiteindelijk 200 koeien, maar in 1992 werd de intensieve akkerbouw beëindigd en werd het gebied ingericht voor recreatie, waarbij meer aandacht voor de natuurlijke en cultuurhistorische aspecten van het landgoed mogelijk was. Er werden houtwallen aangelegd en poelen gegraven, terwijl sindsdien ook biologische landbouw werd beoefend.

## Omgeving
Landgoed De Hoevens grenst in het noorden aan landgoed Brakelse Heide en natuurgebied Riels Hoefke. In het oosten ligt de Lei met het Riels Laag, en natuurgebied Ooijevaarsnest. In het westen ligt Alphen.